# 真空式製塩法
真空式製塩法（しんくうしきせいえんほう）は、製塩法のひとつである。

## 概要
主要な装置は、三重効用式の真空缶、凝気器、空気ポンプなどである。真空缶内を低圧にし、低温度で鹹水を蒸発結晶させ、鹹水から発生する蒸気熱を真空缶の熱源に供給するのが特徴である。
まず鹹水を各真空缶に注入しておき、ボイラーからの蒸気で第1真空缶を加熱し、鹹水の煮詰蒸発を行う。このとき缶内で発生する蒸気を第2、第3の真空缶に導いて缶内の鹹水を加熱濃縮し、さらに第2缶というふうに発生蒸気で過熱し、最後に発生蒸気は濃縮器によって濃縮され空気ポンプで引き抜き、常に缶内を低圧に保つ。このことによって燃料の節約ができ、製品の優良、用地の縮小が実現するとされた。
もともとこの方法は欧米で初めて研究され、日本においては1913年、千葉県の専売局津田沼試験場で試験に着手されたのが最初である。同試験場の閉鎖とともに、山口県三田尻の専売局三田尻試験場で苦心研究がなされた結果、日本の塩田の鹹水で製塩が可能となった。のちに山口県中関町の専売局製塩工場は、この製塩法と火力発電とを連結させて経済上優良な製塩を行った。香川県丸亀市の中央開墾株式会社丸亀塩田では、所属塩田約80町歩から生産される鹹水で真空式製塩法で製塩を行った。